# 马都里迪祖索
马都里迪祖索（1957年7月5日—2015年5月15日）又称马督里迪祖索，马来西亚从政者，为巫统党员。他曾于2008年马来西亚大选代表国民阵线当选为登嘉楼龙运的国会议员，曾经在2004年竞选北加州席但败选，之后于2015年5月15日因糖尿病逝世，享年57岁。